# Почекуй
Почеку́й (рос. Почекуй) — село у складі Александрово-Заводського району Забайкальського краю, Росія. Входить до складу Манкечурського сільського поселення.

## Населення
Населення — 39 осіб (2010; 88 у 2002).
Національний склад (станом на 2002 рік):
- росіяни — 99 %